# Access Co.
ACCESS CO., LTD. (株式会社ACCESS Kabushiki-gaisha Akusesu?) (TYO: 4813), fundada en abril de 1979 en Tokio, Japón por Arakawa Toru y Kamada Tomihisa, que salió a bolsa en febrero de 1984, es una empresa que ofrece una variedad de software para los dispositivos conectados y móviles, tales como teléfonos móviles, PDAs, videoconsolas y decodificadores
La compañía ha ganado un amplio reconocimiento por su familia de software NetFront, que se ha desplegado en más de mil millones de dispositivos, lo que representa más de 2000 modelos, a partir de finales de enero de 2011, y que ha sido utilizado como un elemento principal del muy exitoso servicio de datos de i-mode de NTT DoCoMo en Japón. NetFront es utilizada también por un gran número de dispositivos de electrónica de consumo más allá de los teléfonos móviles, como la Sony PSP, PlayStation 3 y el Amazon Kindle, cuyos navegadores web tiene motor NetFront. Además, el navegador NetFront y sus productos relacionados se utilizan en una amplia variedad de teléfonos móviles, incluidos los de Nokia, Samsung, LG Group, Motorola, Sony Ericsson, y otros.
En septiembre de 2005, ACCESS adquiere PalmSource, propietaria de Palm OS y BeOS. La empresa ha utilizado estos recursos y conocimientos para crear la ACCESS Linux Platform, una plataforma de código abierto basada en Linux para smartphones y otros dispositivos móviles, con algunas partes de software propietario, incluyendo la interfaz de usuario y algunos middlewares. La ACCESS Linux Platform 3.0 fue lanzada al mercado en octubre de 2008. Dos de los operadores más grandes del mundo, NTT DoCoMo y Orange, han anunciado soporte para teléfonos basados en ACCESS Linux Platform.
En marzo de 2006, ACCESS adquirió IP Infusion, Inc., un proveedor de software de red inteligente, que proporciona la Capa 2 y Capa 3 de clase portadora de conmutación y enrutamiento, así como una amplia implementación de plano de reenvío soportando L2, L3 (IPv4 y v6), multicast y MPLS/Ingeniería de Tráfico. Su producto principal era ZebOS.
ACCESS es activa en los esfuerzos relacionados con el código abierto, siendo miembro de la Linux Foundation y la Linux Phone Standards Forum. En 2007, los empleados ACCESS estuvieron presentes en GUADEC (que la compañía también patrocinó) y el Ottawa Linux Symposium.
En abril de 2010, los empleados de ACCESS ascendían a unos 2100 personas en el mundo, con sede en Tokio, Japón y delegaciones en Estados Unidos (Sunnyvale, California), Francia (Montpellier), Alemania (Oberhausen), Corea (Seúl), la República Popular China (Nanjing y Beijing) y Taiwán (Taipéi).
La compañía informa de unos ingresos consolidados de 32 400 millones de yenes para el año fiscal que terminó el enero de 2010.

## Historia
ACCESS fue fundada en abril de 1979 por Toru Arakawa y Tomihisa Kamada y ha crecido hasta convertirse en una compañía global, con aproximadamente 1000 empleados. ACCESS tiene su sede en Tokio, Japón, y ha abierto oficinas en los EE. UU., Alemania, China, Corea y Taiwán. Constituida en 1984, las acciones de ACCESS cotiza en el Índice de la Bolsa de Tokio con el número 4813.

### Línea del tiempo
| Abril de 1979      | Fundación de ACCESS por Toru Arakawa y anuncio de NetFront™ Browser NX |
| Septiembre de 1986 | Original TCP/IP desarrollado, comercializado como AVE™-TCP |
| Febrero de 1996    | Lanzamiento de NetFront – software para navegar por Internet, instalado en los televisores de Internet y procesadores de texto                                               |
| Febrero de 1998    | Lanzamiento de Compact NetFront™ – primer navegador HTML compacto de la industria para teléfonos móviles                                                                     |
| Febrero de 2001    | ACCESS CO., LTD. cotiza en la Bolsa de Tokio con el identificador 4813 |
| Octubre de 2003    | El navegador NetFront supera los 100 millones de utilizaciones |
| Febrero de 2004    | Lanzamiento de NetFront™ Mobile Client Suite |
| Noviembre de 2005  | ACCESS compra PalmSource, Inc. |
| Abril de 2006      | ACCESS compra IP Infusion Inc. |
| Diciembre de 2006  | ACCESS, OKI y OKI ACCESS Technologies desarrollan conjuntamente NetFront™ IMS Client Package y NetFront Media Player Set - la primera solución IMS comercial de la industria |
| Febrero de 2008    | Las instalaciones de NetFront sobrepasan 500 millones en todo el mundo |
| Mayo de 2008       | ACCESS presenta NetFront™ IP Connect Home Gateway Middleware |
| Julio de 2008      | ACCESS lanza Mobile Widget Community Site |
| Octubre de 2008    | ACCESS™ PIM Solution seleccionada por China Telecom para la construcción de la red móvil                                                                                     |
| Diciembre de 2008  | El NetFront Browser Widget da servicio a los teléfonos inteligentes de NTT DoCoMo                                                                                            |
| Mayo de 2009       | comScore Mobile confirma al navegador NetFront™ como más ampliamente disponible en Europe y USA.                                                                             |
| Febrero de 2010    | ACCESS ingresa como miembro del HbbTV Consortium |
| Febrero de 2010    | ACCESS anuncia NetFront™ for Android™ |
| Noviembre de 2010  | ACCESS anuncia el lanzamiento de NetFront™ Life y Application Series para el usuario final                                                                                   |
| Febrero de 2011    | las instalaciones de NetFront™ Software Series sobrepasan los mil millones a nivel mundial                                                                                   |
| Febrero de 2011    | ACCESS Opens New Digital Publishing Opportunities for Content Providers |
| Junio de 2011      | ACCESS anuncia NetFront™ Browser NX |

## Miembro de
- Digital Living Network Alliance
- Hybrid Broadcast Broadband TV consortium
- Digital Transmission Content Protection
- GENIVI Alliance
- Infrared Data Association
- LiMo Foundation
- Asociación de Tarjetas SD
- UPnP
- World Wide Web Consortium